# Coventry Victor
Coventry Victor is een Brits historisch merk van inbouwmotoren, stationaire motoren, cyclecars, motorfietsen en kleine auto's. In de beginjaren werden de motorfietsen, die waren overgenomen van Regent in Londen ook als Coventry Regent verkocht.
De bedrijfsnaam was: Morton & Weaver, later The Coventry Victor Motor Co. en Coventry Oil Engine Co., Cox Street Coventry.
Morton & Weaver leverden al in 1904 inbouwmotoren. In 1906 gingen ze de luchtgekoelde tweecilinderboxermotoren maken waarmee later ook het merk Coventry Victor beroemd zou worden. De eerste motoren werden echter nog gebruikt voor de eerste Britse eendekker, de "Weaver Ornithoplane", die was ontworpen door een van de partners in het bedrijf, W.A. Weaver. Later werden de Morton & Weaver-motoren ook geleverd aan verschillende motorfiets- en autofabrikanten.
In 1911 veranderde de merknaam in "Coventry Victor". Het merk leverde toen al de 688cc-zijklep-boxermotoren voor het merk Montgomery, dat ook in Coventry was gevestigd.

## Cyclecars en motorfietsen
In 1919 leverde Coventry Victor cyclecars met de 688cc-boxermotor, die intussen 7 à 8 pk leverde. Deze kleine auto's hadden een houten framewerk dat was bespannen met vliegtuigdoek. Coventry Victor ging vanaf 1921 ook zelf motorfietsen en zijspancombinaties leveren met de zijklep-boxermotor. Die werden aanvankelijk (alleen in 1920) verkocht door Regent in Londen maar waren grotendeels in Coventry gebouwd. Regent bestond slechts een jaar en Coventry Victor nam de productie over onder de naam "Coventry Regent". Dat duurde niet lang. Al snel veranderde de naam in Coventry Victor en vanaf 1926 werden ook modellen met 486cc-kopklepmotoren geleverd. In 1922 verscheen de Coventry Victor Super Six, een replica van een racer die goed gepresteerd had op het circuit van Brooklands. Dit model had een gegarandeerde topsnelheid van 80 mijl per uur. In 1925 verscheen een 486cc-kopklepmotor en in 1926 de eerste driewielige auto, met de 688cc-boxermotor, die ook in een opgeboorde versie van 750 cc geleverd kon worden. In 1928 ging men minder motorfietsen maken, het 486cc-model kreeg de naam "Super Sports" en het 688cc-model werd nu ook geleverd als "Silent Six". In 1929 bracht Coventry Victor een dirttrackracer uit, die tot 1932 in productie zou blijven. In 1935 gingen de 486cc-boxers uit productie, snel gevolgd door de 688cc-modellen en aan het einde van het jaar werden er geen motorfietsen meer geproduceerd.

## Auto's

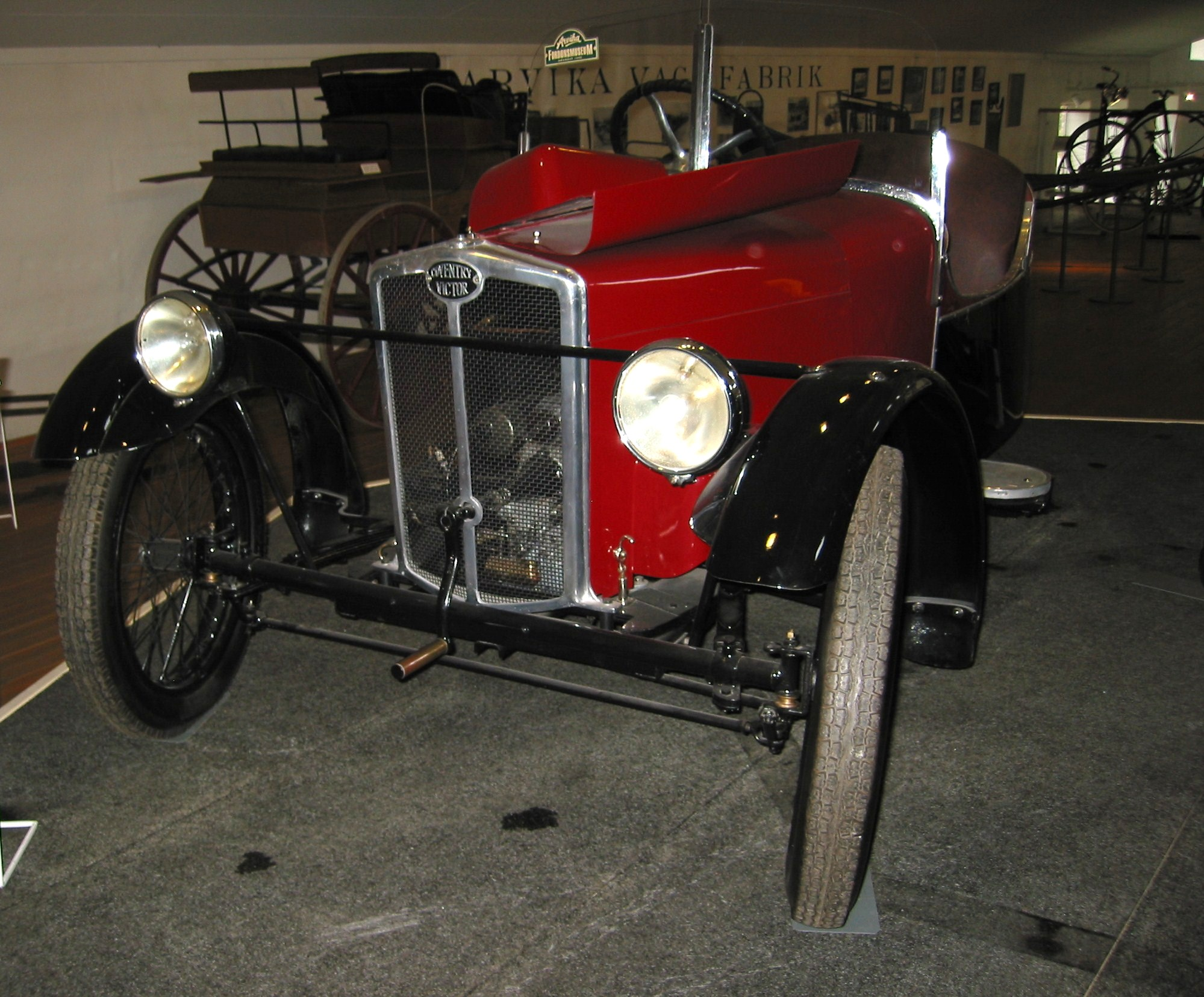
Driewieler uit 1933

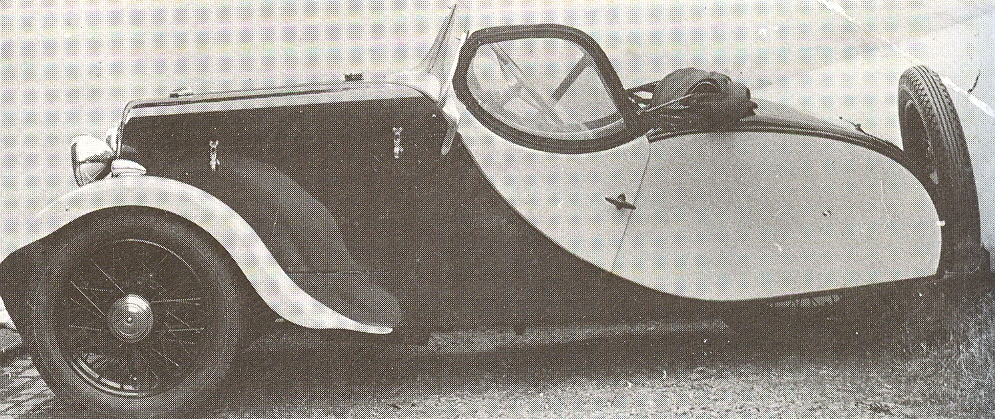
Driewieler uit 1935

In 1926 begon de productie van kleine, driewielige auto's in vier versies: de Standard, Sports, De Luxe en Parcelcar (bestelauto). Aanvankelijk werd de 688cc-boxermotor daarvoor gebruikt, maar al snel werd die vergroot tot 749- en later zelfs 998 cc. De aandrijving verliep via twee kettingen aan weerszijden van het achterwiel en de goedkoopste uitvoering kostte £ 75. In 1932 kwam er een door C.F. Beauvais ontworpen moderner model, de Luxury Sports met een drieversnellingsbak, dat £ 110 kostte. In 1938 werd ook de autoproductie gestopt. Na de Tweede Wereldoorlog maakte men een prototype van een kleine, vierwielige tweezitter, de "Venus", die het productiestadium niet haalde.

## Inbouwmotoren
De inbouwmotoren werden vanaf 1919 geleverd aan Ayres-Leyland, Bulldog, McKechnie en Regent. Vanaf 1828 kregen ook Bison, Jeecy-Vea en Socovel motoren van Coventry Victor.
In het begin van de jaren dertig ging de Coventry Victor Motor Co ook tweecilinder diesel-boxermotoren voor tractoren produceren. Het ontwerp werd in 1933 gepatenteerd door W.A. Weaver, M. Hamilton-Fletcher en de Victor Oil Engine Co. Bristol Tractor toonde in dat jaar een van hun tractoren met deze "Cub"-motor, maar BT gebruikte inbouwmotoren van verschillende merken en het is niet duidelijk hoeveel tractoren er met de motor uit Coventry werden gebouwd. In 1935 was de motor beschikbaar in twee uitvoeringen: de 19½pk-Cub en de 22pk-Cub Senior, maar de motor werd geadverteerd als scheepsdiesel. Toch verscheen in 1938 de Bristol 10 tractor met een Coventry Victor Cub dieselmotor. Deze rupstractor bleef tot 1942 in productie.
In 1942 verschenen advertenties waarin de naam van het bedrijf was veranderd in Oil Engines (Coventry) Ltd., met als productieplaats de Atlantic Works in Harefield Road in Coventry. In 1949 werden de motorren gemaakt bij Cub Oil Engines Ltd, Atlantic Works, Wishaw in Schotland.
Na de Tweede Wereldoorlog verschenen eerst twee kleinere benzine-boxermotoren, allebei met een slag van 60 mm. De kleinste kwam met een boring van 55 mm op 285 cc, de grootste met een boring van 60 mm op 340 cc. Deze "Midget"-motoren hadden aluminium carters, cilinderkoppen en zuigers en konden met geforceerde luchtkoeling worden gebruikt als stationaire motor, maar met waterkoeling waren ze geschikt als scheepsmotor en als buitenboordmotor. Daarna volgde een groot aantal stationaire en maritieme motoren, lucht- en watergekoelde eencilinders (de AD1, AD2, AD3 en WD1, WD2, WD3-modellen), de luchtgekoelde tweecilinder HDA en de watergekoelde tweecilinder HDW Vixen, een luchtgekoelde viercilinderboxermotor (AC4 of "Neptune"). Deze motor werd onder meer gebruikt voor de cabinedruk-testwagens van Sir George Godfrey & Partners. In 1955 bouwde majoor W.A. Weaver, inmiddels directeur van het bedrijf, deze motor om zodat hij in een vliegtuig gebouwd kon worden. De motor kreeg de naam "Flying Neptune". Er werden testen gedaan met een Piper Cub in juli van dat jaar. De motor bleek wat te zwaar te zijn en wat weinig vermogen te leveren.
Het bedrijf werd in januari 1971 gesloten, maar in juli startte A.N. Weaver (Coventry Victor) Ltd., dat ging voorzien in onderdelen voor de bestaande motoren, die onder meer gebruikt werden voor hydraulische laadplatforms voor vliegtuigen.